# Conversion à l'agriculture biologique
 (novembre 2019).
Si vous disposez d'ouvrages ou d'articles de référence ou si vous connaissez des sites web de qualité traitant du thème abordé ici, merci de compléter l'article en donnant les références utiles à sa vérifiabilité et en les liant à la section « Notes et références ».
 (novembre 2019).
La conversion à l'agriculture biologique est un programme de développement rural comprenant deux types de mesures à la disposition des exploitants : le dispositif d’aide à la conversion en agriculture biologique (CAB) et le dispositif d’aide au maintien en agriculture biologique (MAB). En France, les aides à la conversion et au maintien à l’agriculture biologique, d’un montant de 11 M€ en 2008, ont été augmentées de 15 M€ en 2009, et sont estimées à environ 29M€ pour 2010. Par ailleurs, la Politique Agricole Commune conclue sous Présidence française a mis en place une aide annuelle de 50 millions d’euros au soutien de l’agriculture biologique afin d’accompagner les exploitations certifiées au-delà des cinq ans des aides à la conversion. 
Aujourd'hui, de plus en plus d'exploitations agricoles se convertissent à l'agriculture biologique, plus respectueuse de l'environnement que des modèles de production plus classiques[réf. nécessaire] : début 2011, 20 600 exploitations agricoles sont engagées dans l'agriculture biologique. Cette agriculture biologique est définie comme une « agriculture n'utilisant pas de produits chimiques de synthèse » (selon la définition officielle française). Pour illustrer les obligations nouvelles auxquelles sont soumis les éleveurs qui souhaitent convertir leur exploitation, on peut s'intéresser au cas d’un élevage bovin laitier conventionnel dans le Cantal qui veut s'orienter vers une production fromagère biologique. De nombreux paramètres intervenant à tous les niveaux de l'exploitation sont concernés par cette conversion.

## Choix de la race animale ou de la variété végétale
Les animaux sont nourris d'herbes, de foin et de céréales cultivés sans engrais chimiques dits "de synthèse" ni pesticides mais à l'aide de fertilisants naturels, également appelés engrais organiques. La rotation des cultures est pratiquée pour favoriser la pérennité des terres. 
Il n’y a pas de limite concernant le choix de la race pour la conversion à l’agriculture biologique. Cependant, il faut tenir compte de la capacité des animaux à s’adapter aux conditions du milieu, de leur vitalité et de leur résistance aux maladies. En outre, les races ou les souches d’animaux doivent être sélectionnées afin d’éviter certaines maladies ou des problèmes sanitaires spécifiques plus particulièrement rencontrés chez certaines races ou souches utilisées en élevage intensif. La préférence doit être donnée aux races et souches autochtones (Salers, Montbéliarde, Simmental, Aubrac, … dans le cas présent). Certaines races sont en plus interdites dans le cadre d'une production fromagère AOC.

## Gestion de la santé et de la reproduction
Dans l’agriculture biologique, la conduite sanitaire du troupeau met l’accent sur la prévention dans un premier temps. Les mesures qui doivent être mises en place concernent le renforcement des défenses immunitaires naturelles de l’animal (choix de races appropriées, utilisation d’une alimentation appropriée de qualité, maintien d’une densité limitée de peuplement). Lors d’interventions vétérinaires, les traitements apportés vont privilégier la prophylaxie et l’utilisation de produits phytopharmaceutiques et homéopathiques, qui ont l’avantage par rapport aux antibiotiques et médicaments vétérinaires conventionnels de ne pas laisser de résidus dans les produits mais dont l'efficacité n'est parfois pas prouvée. Néanmoins, l’usage de médicaments conventionnels est toléré sous certaines conditions lorsqu’ils sont indispensables à la survie de l’animal. L’usage de ces traitements peut éventuellement entraîner le retrait temporaire de la certification de l’animal.
Lors de la constitution du cheptel, si l’éleveur ne peut pas obtenir suffisamment d’animaux élevés en agriculture biologique il peut par dérogation introduire dans le cheptel d’autres animaux destinés à la reproduction si :
- les veaux sont âgés de moins de six mois et élevés dès leur sevrage selon le mode biologique
- les mâles adultes sont élevés après leur arrivée selon le mode biologique.

Dans ce type d’agriculture, l’usage de substances stimulant la croissance, comme les hormones, ou maîtrisant la reproduction est strictement interdit. De plus les formes de reproduction artificielles ou assistées autres que l’insémination artificielle (le transfert d'embryon par exemple) sont strictement interdites.
L’éleveur doit de plus tenir un cahier de gestion de son élevage biologique dans lequel sont disponibles toutes les informations sur la reproduction et la santé notamment.
On recommande aussi de se baser sur des méthodes naturelles pour la reproduction (l’insémination artificielle est autorisée).

## Bien-être et logement des animaux
Les animaux doivent disposer d'un espace vital suffisant pour pouvoir librement s'étirer. Par exemple, les bovins doivent avoir accès à une aire d’exercice extérieure telle que chaque vache laitière dispose d’au moins 4,5 mètres carrés. La superficie du bâtiment doit être telle que chaque animal dispose d’au moins deux mètres carrés et puisse effectuer tout mouvement naturel. Les sols des bâtiments d’élevage doivent être lisses mais pas glissants et la moitié au moins de la surface totale du sol doit être en dur. De plus, le niveau de poussière, la température, l’humidité relative de l’air et la concentration de gaz doivent rester dans des limites non nuisibles pour les animaux. Les bâtiments doivent comporter une aire de couchage propre et sèche recouverte d’une litière constituée de paille ou de matériaux naturels adaptés et qui peut être améliorée avec tous les produits minéraux autorisés. Seuls les produits autorisés peuvent être utilisés pour le nettoyage et la désinfection des bâtiments et des installations. Les excréments, l’urine et la nourriture non consommée ou dispersée doivent être enlevés aussi souvent que nécessaire pour minimiser les odeurs et éviter d’attirer des insectes ou des rongeurs. L’éleveur peut bénéficier d’une dérogation transitoire jusqu’au 31 décembre 2010 si ses bâtiments datent d’avant le 24 août 1999.
Les bovins peuvent être maintenus attachés s’ils font régulièrement de l’exercice, si les bâtiments datent d’avant le 24 août 2000, et si l’élevage est conforme aux exigences de bien-être. Cette dérogation requiert l’accord d’un organisme de contrôle et s’applique pendant une période transitoire prenant fin le 31 décembre 2010.

## Conduite des surfaces fourragères et alimentation des animaux
Dans le cas qui nous est proposé, pendant et après une période de conversion, seuls les produits qui contiennent des substances mentionnées aux annexes I et II du RCEE 2092/91 peuvent être utilisés comme produits phytosanitaires, engrais, amendements du sol, aliments des animaux, matières premières pour aliments des animaux, aliments composés pour animaux, additifs alimentaires pour animaux : les produits végétaux sont cultivés sans engrais chimiques et sans pesticides. Seuls les fumiers et les minéraux naturels sont utilisés pour nourrir la terre. La fumure organique prévient les carences en potasse. Les organismes génétiquement modifiés et/ou les produits dérivés de ces organismes ne peuvent être utilisés.
La fertilité et l'activité biologique du sol doivent être maintenues ou augmentées, en premier lieu par : 
- la culture de légumineuses (luzerne, trèfles, soja, pois, lupins), d'engrais verts (ray-Grass, vesces avoines, crucifères) ou de plantes à enracinement profond dans le cadre d'un programme de rotation pluriannuelle céréales/cultures fourragères la plus diversifiée et la plus longue possible (cinq à sept ans),
- un travail du sol qui respecte la vie microbienne (aération sans retournement, limitation du nombre de passages, travail au moment le plus propice),
- l'incorporation d'effluents d'élevage provenant de la production animale biologique, l'incorporation d'autres matières organiques, compostées ou non, dont la production est assurée par des exploitations se conformant aux dispositions du REPAB-F.

Les pratiques d'engraissement sont autorisées dans la mesure où elles sont réversibles à tout stade du processus d'élevage. Les animaux doivent être nourris avec des aliments provenant de l'unité de production ou, à défaut, d'autres unités ou entreprises soumises aux dispositions du REPAB-F, avec au moins 50 % des aliments provenant de l'unité de production elle-même, sauf pendant la période où annuellement les animaux sont en transhumance. L'incorporation, dans la ration alimentaire, d'aliments en conversion provenant d'une unité de l'exploitation même est autorisée à raison de 60 % de la matière sèche de la formule alimentaire en moyenne sur l'année ou la durée de vie d'un lot d'animaux. Les pâturages doivent être utilisés au maximum. Au moins 70 % de la matière sèche composant la ration journalière doit provenir de fourrages grossiers, frais, séchés ou ensilés. L'autorité ou l'organisme de contrôle peut néanmoins permettre que ce chiffre soit ramené à 60 % pour les animaux élevés pour la production laitière, pour une période maximale de trois mois en début de lactation. La part de l'ensilage dans la ration journalière est limitée à 50 % de la matière sèche de la ration quelle qu'en soit la matière (herbe, maïs, céréales...). La proportion des concentrés dans la ration est limitée à 30 % de la matière sèche (40 % pendant les trois premiers mois de lactation). Les additifs et auxiliaires de fabrication de l'ensilage ainsi que les vitamines, minéraux, oligo-éléments, enzymes, etc. pouvant être utilisés sont limités (annexe II du REPAB-F).
Les jeunes bovins doivent être nourris au lait naturel, de préférence maternel, pendant au moins trois mois. Aucune substance destinée à stimuler la croissance ou la production n'est utilisée.

## Lutte contre les ravageurs
La lutte contre les parasites, les maladies et les mauvaises herbes est axée sur l’ensemble des mesures suivantes :
- choix d’espèces et de variétés résistantes aux parasites,
- programme de rotation et procédés mécaniques de culture appropriés (voir point précédent),
- protection des ennemis naturels des parasites par des moyens adéquats (par exemple haies, nids, dissémination de prédateurs),
- désherbage par le feu.

L’utilisation des produits inscrits à l’annexe II du REPAB-F ne peut intervenir qu’en cas de danger immédiat menaçant la culture, car la chimie est interdite d’usage dans le cadre de l’agriculture biologique.

## Gestion des effluents d’élevage
La quantité totale d’effluents utilisée sur l’exploitation ne doit pas dépasser 170 kg d’azote par an et par hectare de surface agricole utilisée et la densité de peuplement totale est limitée de façon à ne pas dépasser ce seuil, ce qui correspond ici à deux vaches laitières par hectare. Si l’éleveur souhaite coopérer avec d’autres exploitations afin d’épandre des effluents excédentaires, il ne peut s’associer qu’avec des exploitations pratiquant l’agriculture biologique. 
L’élevage doit posséder des équipements de stockage des effluents dont la capacité de stockage est supérieure à celle requise lors de la période la plus longue de l’année où l’épandage est impossible. De plus, ces équipements ne doivent pas entraîner de pollution des eaux.
Il est également recommandé à l’éleveur de corréler la taille de son cheptel à la superficie disponible afin d’éviter tout impact négatif sur l’environnement à la suite de l’épandage des effluents.

## Possibilités de primes et avantages liés à ce type de production
Les nouveaux "adhérents" peuvent accéder aux aides à la conversion grâce au CTE (Contrat Territorial d'Exploitation) : elles permettent de compenser la baisse de production et l'impossibilité d'une vente des produits en AB pendant la période de conversion; en contrepartie, les bénéficiaires s'engagent à rester en agriculture biologique pendant cette période. Le paiement est échelonné sur cinq ans avec une répartition dégressive.
L'éleveur peut aussi bénéficier de la prime herbagère agri-environnementale (PHAE) qui permet de maintenir les surfaces en herbe et d'y maintenir des pratiques respectueuses de l'environnement.
Même si les comparaisons sont délicates, il semble que les performances économiques des élevages en AB sont comparables à celles d'élevages conventionnels, mais avec des niveaux de plus-value compris généralement entre +10 et +25 %.

## Mise en place et contrôles
Avant de pouvoir utiliser le logo « agriculture biologique » sur ces produits, l’éleveur doit suivre une période de conversion. Ici il y a deux types de conversion : la conversion des terres destinées à l’élevage des animaux d’une part, celle du troupeau d’autre part. Cette période est en général de 2 à 3 ans (sauf dérogation). 
Dans le cas présenté, le lait destiné à la production fromagère ne pourra être vendu en tant que produit issu de l'agriculture biologique que deux ans au plus tôt après la date à laquelle l'éleveur a notifié son activité biologique. Cependant cette durée ne s'applique qu'aux animaux et à leur descendance qui existaient déjà avant la conversion, et aux terres et pâturages utilisés pour l'alimentation de ces animaux : si l'éleveur décide d'acheter de nouvelles vaches laitières non issues de l'agriculture biologique, celles-ci devront avoir été élevées conformément aux prescriptions du REPAB-F pendant au moins six mois avant que leur lait ne puisse être considéré comme produit issu de l'agriculture biologique. De même, si l'éleveur décide d'utiliser de nouvelles terres ou pâturages dans l'alimentation de ses animaux, ils devront subir une période de conversion : 
- dans les parcelles d'au moins deux ans avant l'ensemencement;
- dans le cas de prés, d'au moins deux ans avant leur exploitation en tant qu'aliments pour animaux issus de l'agriculture biologique;
- dans le cas de cultures pérennes autres que les prés, d'au moins trois ans avant la première récolte des produits.

Au niveau des contrôles, il y a tout d’abord un contrôle initial avant lequel l’éleveur doit établir une description complète de l’unité de production, des locaux et de l’activité. Il doit également se mettre aux normes vis-à-vis de l’ensemble des mesures concernant l’agriculture biologique. L’ensemble est réuni par écrit sous forme d’une déclaration signée par l’éleveur. 
Le producteur doit ensuite prendre contact avec un des organismes de contrôle certifiés par le Ministère de l'Agriculture, à savoir : Ecocert, Qualité France, Agrocert, Ulase, Aclave, SGSICS. 
L’organisme certificateur qui a été prévenu réalise un contrôle de certification une fois par an, plus quelques contrôles inopinés. En moyenne l’organisme réalise 1,5 contrôles par an. 
De plus l’éleveur doit se soumettre aux contrôles aléatoires de la DGCCRF, du CNASEA (qui est l’organisme payeur à l’aide de la conversion) et de la DDAF (gérant les CAD, Contrat d’Agriculture Durable qui a été approuvé par l’éleveur).
Enfin l’éleveur doit prévenir l’Agence Bio de son activité de producteur biologique et renouveler cette opération chaque année.
Si la production fromagère est reconnue comme une AOC, l’éleveur doit se soumettre en plus aux contrôles de l’INAO (Institut National des Appellations d’Origine).